# شبکه داده
شبکه داده (به انگلیسی: Data Mesh) رویکردی فنی‌اجتماعی برای ساخت یک معماری داده غیرمتمرکز است. این رویکرد با تکیه بر طراحی مبتنی بر دامنه و خدمات خودگردان (در چارچوب توسعه نرم‌افزار) عمل می‌کند و از نظریهٔ طراحی دامنه-محور اریک اوانز و نظریهٔ توپولوژی تیمی مانوئل پایس و متیو اسکلتون بهره می‌گیرد.
تمرکز اصلی شبکه داده، خود داده‌ها هستند؛ و منابعی مانند دریاچه‌های داده و خط لوله داده در اولویت دوم قرار دارند. هدف اصلی این رویکرد، گسترش‌پذیری تحلیل داده‌ها از طریق تمرکززدایی دامنه‌محور است.
با استفاده از شبکه داده، مسئولیت داده‌های تحلیلی از تیم مرکزی داده به تیم‌های دامنه محور منتقل می‌شود، و این تیم‌ها توسط یک تیم زیرساخت داده پشتیبانی می‌شوند که یک سکوی داده بدون وابستگی به دامنه فراهم می‌کند.
این معماری موجب کاهش آشفتگی داده‌ها یا جلوگیری از شکل‌گیری جزایر داده‌ای ایزوله می‌شود؛ زیرا یک سامانهٔ مرکزی وجود دارد که تضمین می‌کند اصول پایه‌ای میان گره‌های مختلف در شبکه داده به‌طور یکپارچه به اشتراک گذاشته می‌شوند، و امکان تبادل داده میان حوزه‌های گوناگون را فراهم می‌سازد.

## تاریخچه
اصطلاح «شبکه داده» نخستین‌بار در سال ۲۰۱۹ توسط ژماک دهقانی تعریف شد، زمانی که او به‌عنوان مشاور ارشد در شرکت فناوری Thoughtworks فعالیت می‌کرد.
ژماک دهقانی اصطلاح «شبکه داده» را در سال ۲۰۱۹ معرفی کرد و در طول سال ۲۰۲۰ جزئیات بیشتری دربارهٔ اصول و معماری منطقی آن ارائه داد. پیش‌بینی شده بود که این رویکرد در سال ۲۰۲۲ به یکی از گزینه‌های اصلی برای شرکت‌ها تبدیل شود.
معماری شبکه داده تاکنون توسط شرکت‌هایی مانند زالاندو، نتفلیکس ، اینتویت، ویستاپرینت، پی‌پل و دیگر سازمان‌ها به‌کار گرفته شده است.
در سال ۲۰۲۲، ژماک دهقانی شرکت Thoughtworks را ترک کرد تا شرکت Nextdata Technologies را بنیان‌گذاری کند و تمرکز خود را بر توسعهٔ داده‌های غیرمتمرکز بگذارد.

## اصول
شبکه داده بر پایهٔ چهار اصل بنیادین بنا شده‌است:
- مالکیت دامنه‌ای

- داده به‌عنوان محصول
- سکوی دادهٔ خودخدمت‌رسان
- حاکمیت محاسباتی فدرال

علاوه بر این اصول، ژماک دهقانی تأکید می‌کند که محصولات داده‌ای ایجادشده توسط هر تیم دامنه‌ای باید دارای ویژگی‌هایی از جمله قابلیت کشف، قابلیت آدرس‌دهی، قابل‌اعتماد بودن، دارا بودن معنا و ساختار خودتوصیف‌گر، قابلیت تعامل‌پذیری، امنیت و پیروی از استانداردها و کنترل‌های دسترسی سراسری باشند. به‌عبارت دیگر، داده باید همانند یک محصول قابل استفاده و قابل اطمینان تلقی شود.

## در عمل
پس از معرفی «شبکهٔ داده» در سال ۲۰۱۹، شرکت‌های متعددی شروع به پیاده‌سازی این معماری کردند و تجربه‌های خود را به اشتراک گذاشتند. چالش‌ها (چ) و بهترین رویه‌ها (ب‌ر) برای متخصصان این حوزه شامل موارد زیر است:
چ۱. حاکمیت داده فدرال‌شده
شرکت‌ها در پذیرش ساختار حاکمیتی فدرال‌شده برای فعالیت‌ها و  فرایندهایی که پیش‌تر به‌صورت متمرکز اداره و اجرا می‌شدند، با دشواری‌هایی مواجه هستند. این مسئله به‌ویژه در زمینه‌های امنیت، حریم خصوصی و مقررات‌گذاری مشهود است.
چ۲. انتقال مسئولیت
در معماری مش داده‌ای، افراد هر حوزه به‌طور کامل مسئول تولید و نگهداری محصولات داده‌ای مربوط به حوزهٔ خود هستند. این مسئولیت جدید می‌تواند چالش‌برانگیز باشد، زیرا معمولاً برای آن پاداشی در نظر گرفته نمی‌شود و اغلب سود آن به سایر حوزه‌ها می‌رسد.
چ۳. درک مفهوم
پژوهش‌ها نشان داده‌اند که در میان کارکنان شرکت‌هایی که در حال پیاده‌سازی معماری مش داده‌ای هستند، درک مناسبی از این الگو وجود ندارد.

ب‌ر۱. واحد میان‌حوزه‌ای
در پاسخ به چ۱، سازمان‌ها باید یک واحد راهبری میان‌حوزه‌ای ایجاد کنند که مسئول برنامه‌ریزی راهبردی، اولویت‌بندی موارد استفاده، و اجرای قوانین مشخص حاکمیتی باشد به‌ویژه در زمینه‌های امنیت، مقررات، و حریم خصوصی. با این حال، چنین واحدی صرفاً می‌تواند ساختار حاکمیت فدرالی را تکمیل و پشتیبانی کند و ممکن است با افزایش بلوغ مش داده‌ای، ضرورت خود را از دست بدهد.
ب‌ر۲. پایش و مشاهده
در پاسخ به چ۲، سازمان‌ها باید کیفیت محصولات داده‌ای را مشاهده و ارزیابی کنند؛ زیرا پایش و رتبه‌بندی محصولات داده‌ای کلیدی می‌تواند ارائه‌های باکیفیت را تشویق کرده، مالکان حوزه‌ها را انگیزه‌بخشیده و از مذاکرات بودجه‌ای پشتیبانی کند.
ب‌ر۳. پذیرش آگاهانه
سازمان‌ها باید سامانه‌های داده‌ای موجود خود را به‌دقت ارزیابی کرده، عوامل سازمانی را در نظر بگیرند و مزایای بالقوه را پیش از پیاده‌سازی مش معماری داده بسنجند. هنگام معرفی مش معماری داده، توصیه می‌شود اصطلاحات مربوط به آن با دقت و به‌صورت آگاهانه معرفی شوند تا درک روشنی از این مفهوم حاصل شود (چ۳).

## جامعه
اسکات هیرلمان جامعه‌ای پیرامون شبکه داده راه‌اندازی کرده‌است که در کانال اسلکشان بیش از ۷٬۵۰۰ عضو وجود دارد.